# Keyword Feasibility Index
El Índice de viabilidad de una palabra clave, en inglés Keyword Feasibility Index, más conocido por sus siglas en inglés "KFI", es un término que se usa en el área de trabajo del  posicionamiento de páginas web en buscadores (SEO).
Las palabras clave son términos de búsqueda que los usuarios emplean para encontrar un producto, servicio o información. Por ello, para conocer con exactitud cómo y de qué forma realizan las búsquedas, se estudia que volumen de búsquedas está asociado a cada palabra clave. El trabajo de un consultor SEO es de averiguar qué palabras clave son las más buscadas. Para realizar este estudio se utilizan los denominados "Indicadores Cuantitativos de la Competencia" siendo el KFI uno de ellos el cual nos da una referencia de la utilización de una palabra, considerada clave, en los títulos (Title en inglés) de diferentes páginas webs y el volumen de búsquedas que proporciona.

## Explicación
El Title es de gran importancia en el posicionamiento web, ya que indican de qué trata una página web. Tenemos por costumbre "echar un vistazo" a los contenidos, sin dedicarles mucho tiempo. Por ello, se necesita un gran esfuerzo en crear un título atrayente, que resuma muy bien de qué trata esa página, por lo que es un factor muy importante en SEO.
Google permite usar comandos para refinar los resultados en su caja de búsqueda. 
Para conocer cuántas páginas webs usan una determinada palabra clave en su título, usaremos el comando: allintitle: "palabra clave".
En el caso de Wikipedia, hay aproximadamente 1.760.000.000 resultados de páginas que utilizan en su título la palabra clave "Wikipedia".
Otros Indicadores cuantitativos de la competencia son:
- KEI (Keyword Effectivinesse Index)
- KMI (Keyword Magnitude Index)
- KOI (Keyword Oportunity Index)

## Fórmula
La fórmula KFI es:
{\displaystyle KFI={(volumenbusquedas)^{2} \over numeroresultadosallintitle}}
Cuanto mayor sea el valor obtenido en el KFI, existirá una mayor oportunidad para posicionar la palabra clave elegida.